# Georgi Parvanov
Georgi Sedefchov Parvanov (tiếng Bulgaria: Георги Седефчов Първанов, IPA: [ɡɛˈɔrɡi pɐrˈvanof]) (sinh ngày 28 tháng 6 năm 1957) là một nhà sử học và chính trị gia người Bulgaria, từng là Tổng thống Bulgaria từ năm 2002 đến 2012. Ông đã được bầu vào chức vụ này sau khi đánh bại Tổng thống đương nhiệm Petar Stoyanov trong vòng thứ hai của cuộc bầu cử tổng thống tháng 11 năm 2001. Ông nhậm chức vào ngày 22 tháng 1 năm 2002.
Ông lại tái đắc cử trong một chiến thắng vang dội năm 2006, khiến ông trở thành tổng thống Bulgaria đầu tiên phục vụ hai nhiệm kỳ. Parvanov là người ủng hộ việc Bulgaria gia nhập NATO và Liên minh châu Âu.

## Giải thưởng

### Giải thưởng nước ngoài
- Azerbaijan: Heydar Aliyev Order[1]

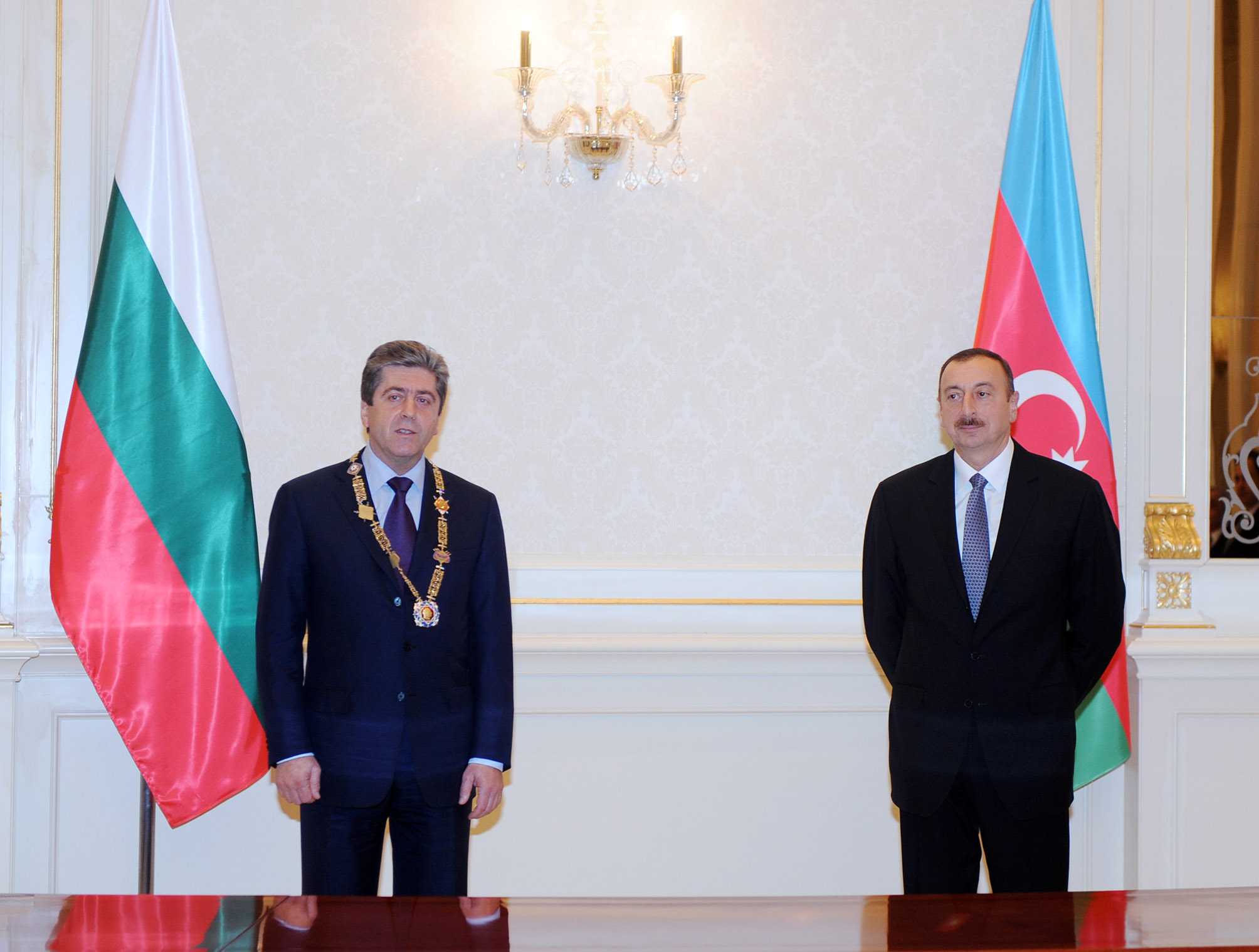
Parvanov với Huân chươngHeydar Aliyev.

- Belgium: Grand Cordon of the Leopold
- Brazil: Knight Grand Cross of the Order of the Southern Cross
- Denmark: Knight of the Order of the Elephant (ngày 29 tháng 3 năm 2006)[2]
- Estonia: Collar of the Order of the Cross of Terra Mariana (ngày 30 tháng 5 năm 2003)[3]
- Latvia: 1st Class with Chain of the Order of the Three Stars
- Lithuania: Knight Grand Cross with Golden Chain of the Order of Vytautas the Great (ngày 13 tháng 3 năm 2009)[4]
- Monaco: Knight Grand Cross of the Order of Saint-Charles (ngày 26 tháng 11 năm 2004) [5]
- Norway: Knight Grand Cross of the Order of St. Olav (ngày 29 tháng 8 năm 2006)[6]
- Spain: Collar of the Order of Civil Merit (ngày 7 tháng 6 năm 2003) [7]
- Portugal: Grand Collar of the Order of Prince Henry (ngày 7 tháng 10 năm 2002)[8]